# Kvänum
Kvänum is een plaats in de gemeente Vara in het landschap Västergötland en de provincie Västra Götalands län in Zweden. De plaats heeft 1238 inwoners (2005) en een oppervlakte van 156 hectare.